# Беноа (залив)
Бено́а (индон. Teluk Benoa — залив Беноа) — морской залив в южной части индонезийского острова Бали. Входит в акваторию пролива Бадунг, отделяющего Бали от группы небольших островов, находящихся к востоку от него.
Название залива совпадает с названием ряда географических объектов, расположенных на его берегах. В частности, здесь на берегу, большей частью на искусственном острове — находится порт Беноа, крупнейший морской порт Бали.
С конца XX века акватория залива постепенно уменьшается в результате осушения и засыпки, направленных на создание новых территорий в этой части Бали. Это приводит к серьёзным проблемам экологического и социально-экономического характера.

## Географическое положение

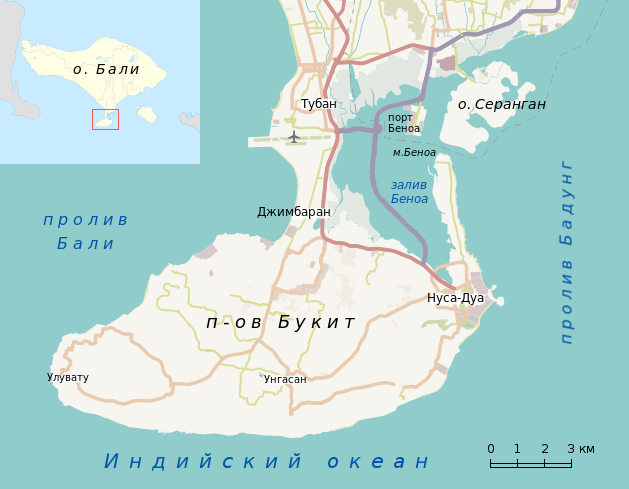
Южная оконечность острова Бали

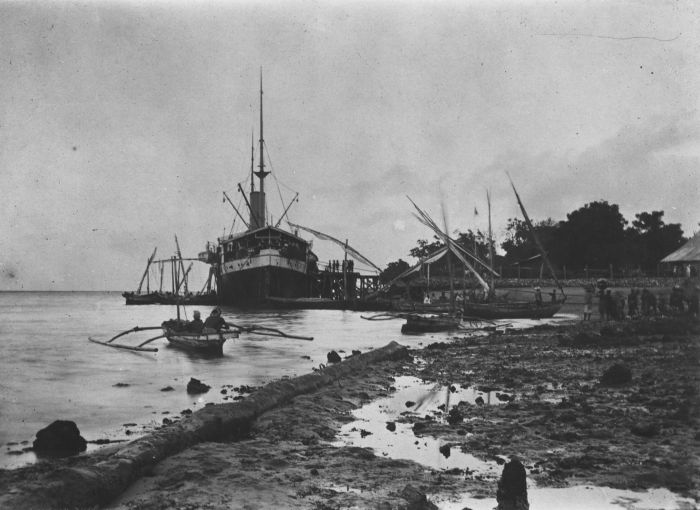
Нидерландское торговое судно в заливе Беноа. Фотография начала XX века

Залив Беноа находится в южной части острова Бали — самого западного из Малых Зондских островов, входящих в состав Малайского архипелага. Он является частью акватории пролива Бадунг, отделяющего Бали от трёх небольших островков, лежащих к востоку: Нуса-Пенида, Нуса-Лембонган и Нуса-Ченинган.
Имеет форму, близкую к полукруглой. Бо́льшая часть побережья приходится на полуостров Букит, представляющий собой южную оконечность Бали, и на перешеек, соединяющий Букит с основной частью острова. От акватории пролива Бадунг залив почти полностью отделён мысом Беноа — пятикилометровой песчаной косой, отходящей от северо-восточного берега полуострова Букит, а также островом Серанган, находящимся между оконечностью мыса Беноа и основной территорией Бали. Таким образом, с проливом Бадунг его соединяют два узких пролива с севера и с юга от Серангана. Через северный пролив в 2001 году был построен автодорожный мост.
По состоянию на 2014 год площадь акватории залива составляет около 20 км². При этом её точное измерение весьма проблематично в силу того, что многие участки берега сильно заболочены и покрыты большими массивами мангровых зарослей, а поэтому не имеют постоянных чётких очертаний.
В административном плане бо́льшая часть побережья залива относится к округу Бадунг провинции Бали, небольшой северный участок, а также остров Серанган — к муниципалитету Денпасара — административного центра провинции. Непосредственно на побережье расположено 12 населённых пунктов сельского типа.

## Засыпка залива
Со второй половины 1980-х годов в различных участках залива периодически ведутся работы по образованию новых территорий. За этот период в результате осушения и засыпки акватории Беноа в его северной части был создан искусственный остров, на котором был построен крупный портовый терминал, а также была многократно увеличена территория острова Серанган. Увеличение Серангана привело к поглощению им восьми более мелких островов, а также к существенному сужению обоих проливов, соединяющих Беноа с морем: ширина северного, изначально составлявшая около 300 метров, в месте наведения моста между Серанганом и Бали была доведена до нескольких десятков метров, а южного, превышавшая ранее 1 км, до 400 метров. В 2014 году властями Индонезии был одобрен ещё более масштабный проект, предусматривающий засыпку до 75 % акватории Беноа за счёт создания в ней нескольких искусственных островов. На новообразованных территориях запланировано строительство гостинично-курортных комплексов, а также различных объектов транспортной и социальной инфраструктуры.

## Природные условия

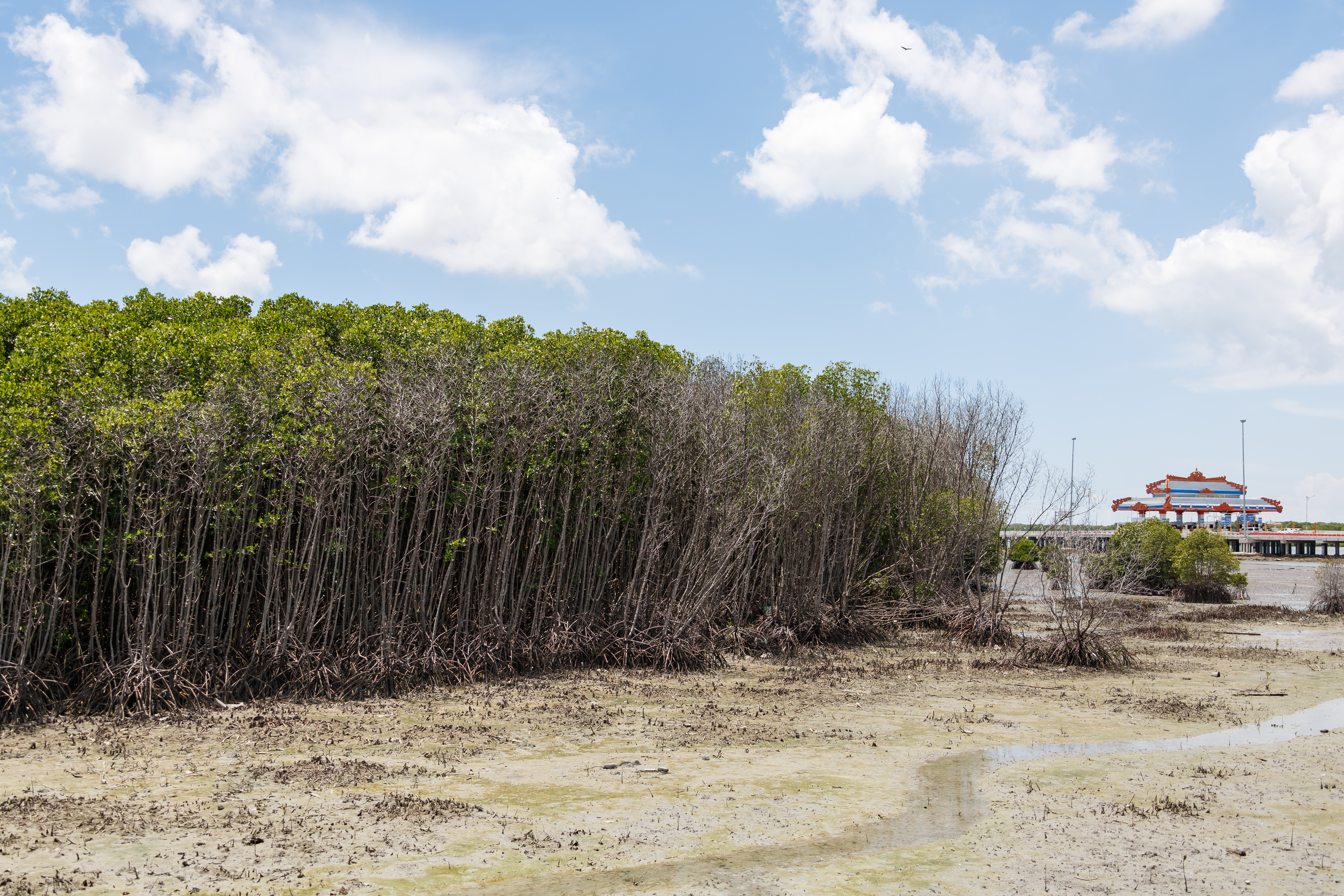
Мангровые заросли на берегу залива Беноа

Естественная глубина залива невелика — в большинстве мест она не превышает 2 метров. В то же время в восточной его части, а также в северном проливе, соединяющем Беноа с морем, создан углублённый фарватер, обеспечивающий прохождение крупных морских судов к порту. Пять небольших рек, впадающих в Беноа, вызывают значительное опреснение воды, особенно в прибрежной акватории.
Животный и растительный мир Беноа достаточно богат и разнообразен. Его берега в основном покрыты густыми мангровыми зарослями, общая площадь которых, по состоянию на 2014 год, составляет 1395 гектаров — 63 % от площади всех мангровых лесов острова Бали. Мангровые заросли служат местом гнездования нескольких видов птиц, а прилегающие к ним водные пространства — обильной кормовой базой для различной ихтиофауны. Благодаря этому в проливе всегда водилось значительное количество рыбы, а также морских черепах. Наиболее крупные колонии последних обитают на острове Серанган, где при поддержке Всемирного фонда дикой природы действует Центр по защите и изучению черепах (англ. The Turtle Conservation and Education Center), а также на небольшом островке Ну́са-Пуду́т, расположенном у восточного берега мыса Беноа.
Засыпка и осушение части залива привели к серьёзным подвижкам местной экосистемы. С середины 1990-х годов происходит быстрое сокращение биомассы залива: это коснулось основных видов рыбы, морских черепах, а также массива мангровых зарослей и их обитателей. Экологические проблемы Беноа привлекли внимание индонезийских природоохранных организаций, а также национальных и зарубежных СМИ. Планы дальнейшей засыпки залива были встречены многочисленными акциями протеста. Опасения местного населения вызывает не только возможность ещё большей деградации экологической обстановки, но и перспектива затопления части прибрежных территорий: по расчётам, создание новых искусственных островов должно вызвать повышение уровня воды в заливе на 1,5 метра.

## Экономическое и транспортное значение

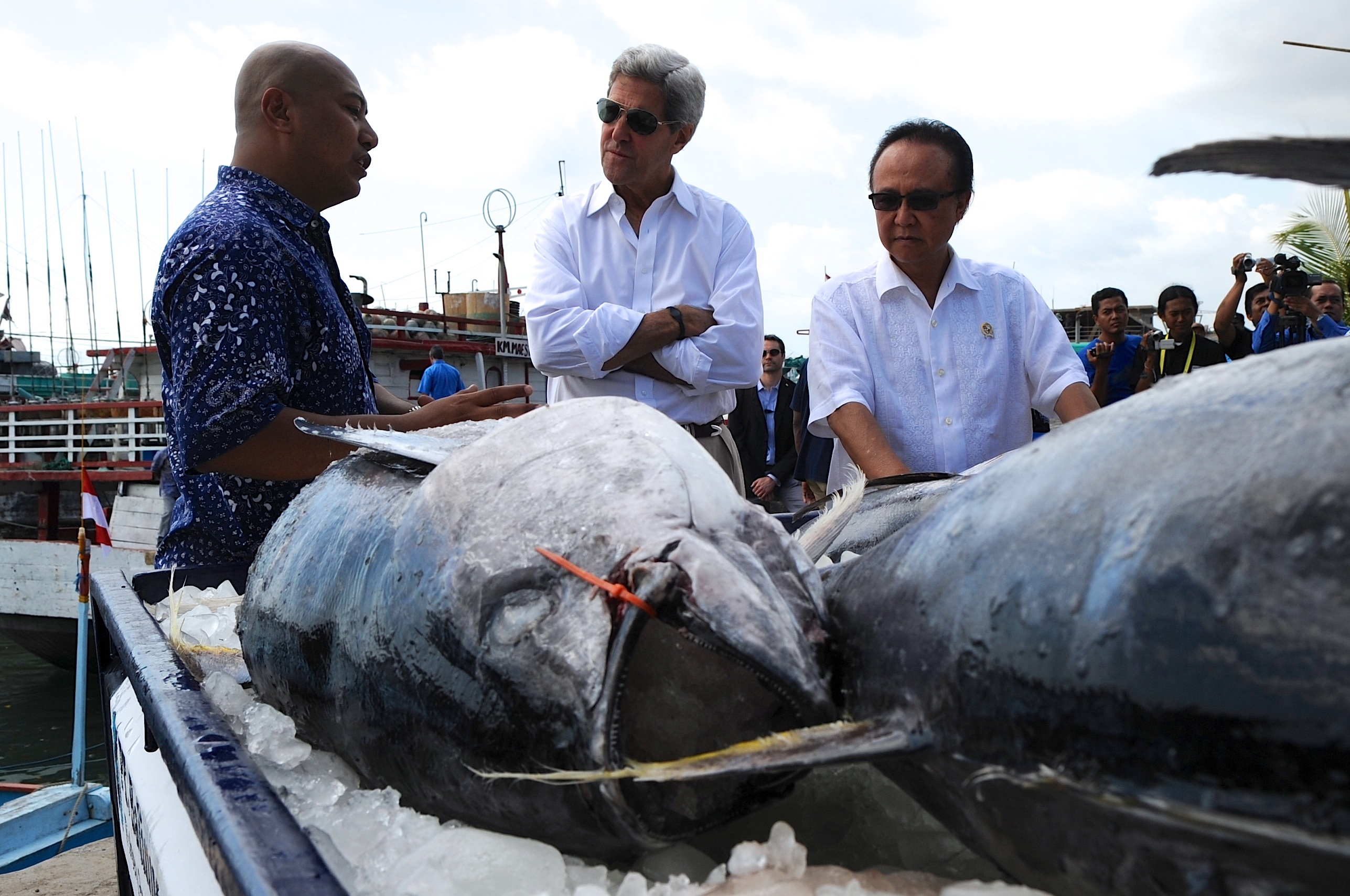
Госсекретарь США Джон Керри осматривает улов рыбаков в порту Беноа

Исторически залив Беноа был зоной весьма активного рыболовства, а также добычи морских водорослей, которые используются для производства агар-агара, а также традиционных лекарственных средств. Однако возникшие экологические проблемы привели к заметному снижению продуктивности этих промыслов, что, в свою очередь, привело к существенному ухудшению социально-экономической обстановки во многих прибрежных деревнях.
Залив издавна служил «морскими воротами» Бали: ещё в доколониальный период здесь приставали суда, прибывавшие с других островов Малайского архипелага. В 1920-е годы нидерландскими колонизаторами на северном побережье залива был построен порт европейского образца, также получивший название Беноа, который в последующем активно использовался и после обретения Индонезией независимости.
Превращение Бали в последние десятилетия XX века в один из важнейших мировых центров туризма обусловило потребность в ускоренном развитии местной портовой инфраструктуры, тем более с учётом того, что Беноа находится в непосредственной близости от балийского международного аэропорта Нгурах-Рай, провинциальной столицы Денпасара, а также наиболее посещаемых туристами зон отдыха. С учётом этого в 1990-е годы было проведено масштабное расширение мощностей порта Беноа. При этом его новый терминал был размещен на искусственном острове, который был соединён с береговой частью порта дамбой.
Кроме того, в начале 2010-х годов через залив была наведена система дамб и мостов длиной 12,7 км. В сентябре 2013 года была введена в эксплуатацию проложенная по ней автомагистраль, ставшая первой платной автодорогой Бали.
На берегах залива быстрыми темпами развивается курортно-туристическая инфраструктура, ориентированная прежде всего на любителей пляжного отдыха и водных видов спорта. На многих участках построены крупные гостиничные комплексы, в том числе высокого класса обслуживания.